# Горлицкий прорыв
Горлицкий прорыв (нем. Schlacht bei Gorlice-Tarnów) — наступательная операция германо-австрийских войск во время Первой мировой войны, проведённая с 2 мая по 22 июня. Эта наступательная операция была частью стратегического плана германского командования на 1915 год по разгрому русской армии. План состоял в том, чтобы нанесением последовательных мощных фланговых ударов из Восточной Пруссии и Галиции прорвать оборону русской армии, окружить и уничтожить в Варшавском выступе её основные силы.

## Военно-стратегическая ситуация
Принятый в конце января австро-германский план кампании 1915 г. предусматривал на Западе активную оборону всего 700-километрового сухопутного фронта от Ньюпора до границы с Швейцарией, а на Востоке — совместное решительное наступление германских и австрийских войск с целью разгромить русскую армию и отбросить её возможно дальше в глубь страны. Планировались два решительных удара по сходящимся направлениям: германских войск с севера, из Восточной Пруссии, на Осовец, Брест-Литовск и австро-германских войск с юго-запада, из района Карпат, на Перемышль, Львов. Конечная цель встречных ударов — окружить и уничтожить русские армии в «польском мешке» и заставить Россию капитулировать, приняв выгодный для Германии и Австро-Венгрии сепаратный мир. Освободившиеся после выхода из войны с Россией австро-германские силы (до ста дивизий) намечалось перебросить на Запад для разгрома англо-французских армий.

## Обстановка перед сражением
Германское командование разработало план прорыва на южном фланге Восточного фронта. Его предполагалось осуществить между Вислой и Карпатами, в районе Горлице (южная Польша).
На участке предполагаемого прорыва русские не располагали значительными силами, поскольку их основные соединения увязли в Карпатах. Не имелось в районе Горлице и серьёзных естественных преград, за исключением небольших рек Вислока и Сан. С другой стороны, прорыв у Горлице отреза́л пути отхода русской группировки в Карпатах и создавал угрозу окружения всего левого крыла Юго-Западного фронта.
В операции участвовали 11-я германская армия генерала Макензена, переброшенная с западного фронта (10 пехотных и 1 кавалерийская дивизии) и 4-я австро-венгерская армия эрцгерцога Иосифа Фердинанда (6 пехотных и 1 кавалерийская дивизия) под общим командованием Макензена. С юга операция обеспечивалась 3-й австро-венгерской армией, с северо-запада — группой генерала Войрша. Задачей германско-австрийских войск был прорыв позиций Юго-Западного фронта на участке Горлице, Громник, окружение и уничтожение 3-й русской армии генерала от инфантерии Радко-Дмитриева и последующее наступление на Перемышль и Львов в тыл русским армиям.
На 35-км участке прорыва германо-австрийские войска сосредоточили 10 пехотных и 1 кавалерийскую дивизию (126 тысяч человек, 457 лёгких и 159 тяжёлых орудий, 96 миномётов и 260 пулемётов). Чтобы усилить боеспособность австрийских войск, германское командование включило в австрийскую армию германские дивизии и корпуса. Войска были укомплектованы лучшим офицерским составом и к предстоящему наступлению полностью обеспечены материальными средствами. Войска Юго-Западного фронта в Галиции (главнокомандующий генерал от артиллерии Н. И. Иванов) были растянуты на 600 км — от реки Пилица до румынской границы. Русское командование оставило без внимания сведения о готовящемся наступлении противника, считая главной задачей Юго-Западного фронта завершение силами 8-й армии и частью сил 3-й армии Карпатской операции. Несмотря на общее численное превосходство 3-й русской армии (свыше 18 пехотных и 6 кавалерийских дивизий, свыше 219 тыс. человек), на направлении прорыва находилось только 5 пехотных дивизий (60 тысяч человек, 141 лёгкое и 4 тяжёлых орудия, 100 пулемётов). Таким образом, германо-австрийские войска на участке прорыва имели 2-кратное превосходство в пехоте и 5-кратное в артиллерии, а по тяжёлым орудиям — 40-кратное. У русской армии был большой некомплект личного состава, не хватало снарядов — русская артиллерия могла расходовать в день не более десяти выстрелов на батарею. Глубина обороны (5—10 км) была недостаточной, инженерное оборудование оборонительных позиций — неполное. Немецкие войска применили много самолётов-корректировщиков, что было особенно важно, поскольку боеприпасов было мало с обеих сторон: только 30 000 снарядов было выделено на прорыв. Другим важным плюсом была немецкая полевая телефонная служба, которая продвигалась вместе с наступавшими, что позволило фронтовым наблюдателям постоянно корректировать артиллерийский огонь.

## Ход сражения

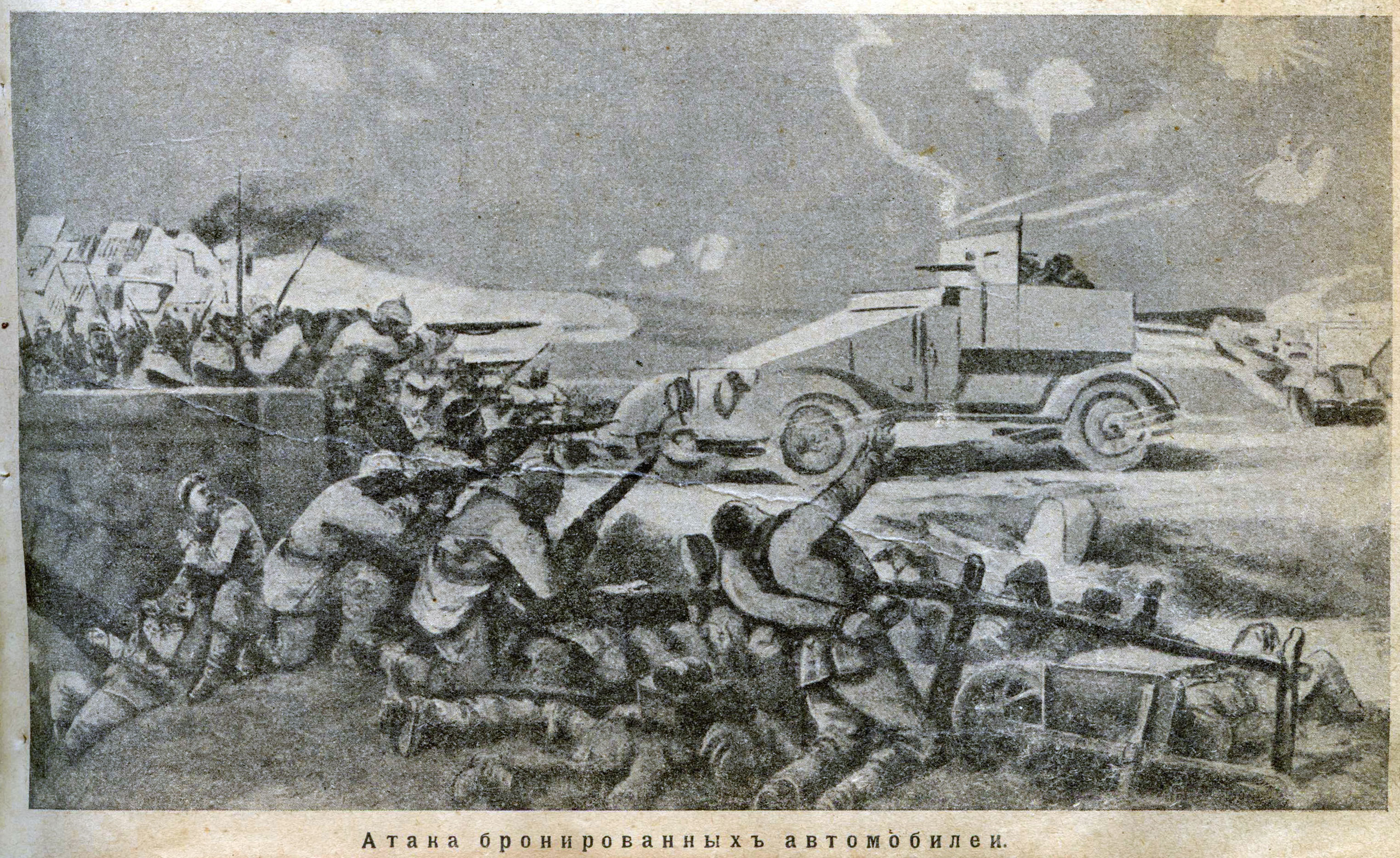
Атака бронированных автомобилей Рено. Май-июнь 1915

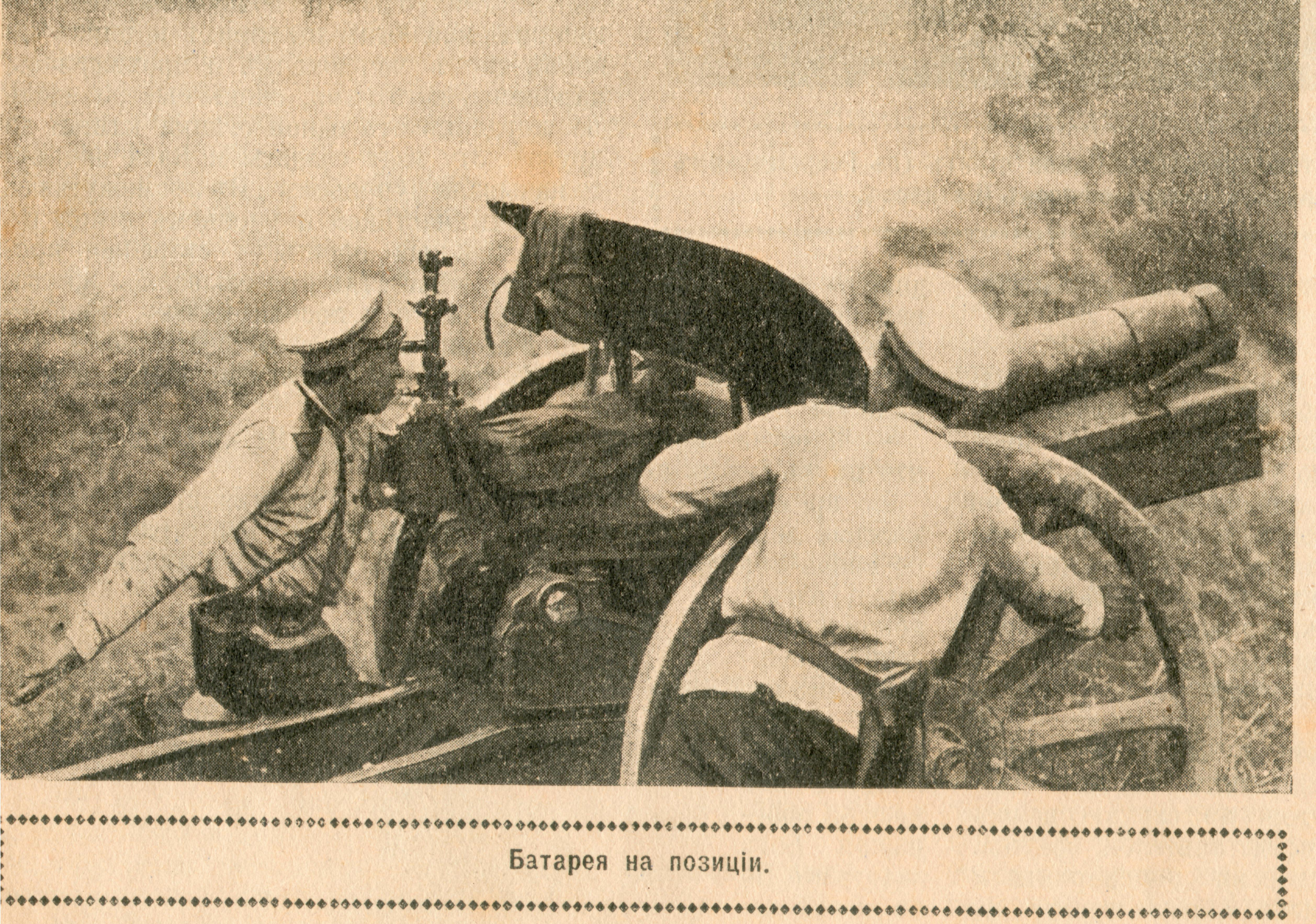
Русская 122-мм гаубица на фронте. Лето 1915

Прорыв 11-й германской армии начался в 10 ч 2 мая после 13-часовой артиллерийской подготовки. Несмотря на большие разрушения первой оборонительной позиции и значительные потери, части 3-й русской армии упорно оборонялись, отбивая атаки во много раз превосходившего их противника. Вместо планируемого быстрого сокрушения слабой армии Радко-Дмитриева и стремительного прорыва в тыл Юго-Западного фронта, 11-й армии Маккензена к исходу дня только на отдельных участках удалось вклиниться в оборону русских лишь на 2—5 км. В течение первых двух дней наступление свелось к медленному фронтальному вытеснению русских войск.
Однако командующий Юго-Западным фронтом Н. И. Иванов, предполагая, что главный удар австро-германцами будет нанесён со стороны Карпат, а в районе Горлицы они проводят отвлекающее наступление, никаких резервов командующему 3-й армии Радко-Дмитриеву не давал, а своих для парирования удара 11-й германской армии у того не было. Но и сам Радко-Дмитриев, убедившись, что австро-германцы пытаются прорвать русский фронт именно в полосе его армии, никак не позаботился о создании дополнительных рубежей обороны. Несмотря на героизм бойцов 3-й русской армии, под ураганным огнём немецкой артиллерии, без подкреплений, отбивавших бешеный натиск ударной группировки немцев, на 3-й день наступления германским войскам удалось, введя резервы, вклиниться в русскую оборону и к исходу 6-го дня наступления прорвать её и продвинуться на глубину до 40 км. Понеся большие потери, части 3-й русской армии к 15 мая отошли на линию Ново-Място, Сандомир, Перемышль, Стрый, где и перешли к обороне. Горлицкий прорыв завершился.
Германо-австрийские войска, развивая наступление, продвигались на северо-восток, выходя в глубокий тыл русским армиям. 3 июня они заняли Перемышль, 22 июня — Львов и вынудили русские войска оставить к середине июня Галицию и отойти на рубеж Холм, Владимир-Волынский, 20 км западнее Броды, 15 км западнее Бучач. 22 июня русская Ставка приняла решение о стратегическом отступлении русских армий из Варшавского выступа, чтоб избежать окружения и выиграть время для наращивания военной промышленности и пополнения резервов.

## Результаты
Поражение 3-й армии, в результате которого был прорван фронт русской армии, явилось следствием не только превосходства германо-австрийских войск в силах и средствах, но и крупных ошибок, допущенных главнокомандующим Юго-Западным фронтом Ивановым и командующим 3-й армией Радко-Дмитриевым. Сложившуюся в ходе Горлицкого прорыва обстановку русское командование оценивало неверно, а оборонительная задача 3-й армии была поставлена лишь 12 мая, на 11-й день напряжённых оборонительных боёв. Не было чёткости и целеустремлённости в управлении, резервы использовались по частям, по мере их подхода, слабые контрудары, как правило, не достигали цели и приводили к неоправданным потерям. Командование фронта и армии не сумело организовать подготовку и занятие оборонительных рубежей в глубине.
В результате Горлицкого прорыва были сведены на нет успехи русских войск в кампании 1914 года и в Карпатской операции, возникла угроза вторжения германских войск вглубь русской территории.
Известны официальные германские данные о потерях 11-й немецкой армии в этой операции: 2634 человек убитыми, 1067 пропавшими без вести, 11 470 ранеными и 1353 человек заболевшими.